# Батлер, Дэвид
Дэвид Батлер (англ. David Butler; 17 декабря, 1894 — 14 июня 1979) — американский актёр, режиссёр, продюсер, сценарист кино и телевидения.

## Биография
Батлер родился в Сан-Франциско. Его мать была актрисой, а отец был менеджером театра. Его первыми ролями были эпизодическое роли в театральных постановках. Позже он появился в двух фильмах Дэвида Гриффита, «The Girl Who Stayed Home» и «Величайшая вещь в жизни». Он также появился в фильме «Седьмое небо», получившем в 1927 году Премию «Оскар».
В том же году Батлер сделал свой режиссёрский дебют с комедий для кинокомпании Fox «High School Hero». Во время девятилетнего пребывания Батлера в Fox, он поставил более тридцати фильмов, в том числе четыре с Ширли Темпл. Последним фильмом Батлера для Fox была мелодрама «Кентукки», в которой снялся Уолтер Бреннан, получивший за фильм премию «Оскар» за лучшую роль актёра второго плана.
Батлер работал с Бингом Кросби в «Дороге в Марокко» и «If I Had My Way». Он поставил много фильмов с Дорис Дэй в главной роли, среди них «Это большое чувство», «Чай для двоих», «В свете серебристой луны», «Колыбельная Бродвея», «Апрель в Париже», и «Джейн-катастрофа».
В конце 50-х годов и 1960-х годах Дэвид Батлер снимал отдельные эпизоды телесериалов «Leave It To Beaver» и «Wagon Train».

## Избранная фильмография
- 1918 — Величайшая вещь в жизни
- 1919 — Ненакрашенная девушку
- 1919 — Лучшие времена
- 1919 — Лепесток в потоке
- 1919 — Другая половина
- 1919 — Бонни Бонни Лесси
- 1921 — Лётчик / The Sky Pilot
- 1922 — Мудрый малыш
- 1922 — Деревенский кузнец
- 1922 — Покоряя женщину
- 1923 — / Hoodman Blind
- 1923 — Мэри из фильмов — эпизодическая роль
- 1926 — Синий орёл
- 1926 — Познакомлюсь с принцем
- 1929 — / Sunny Side Up
- 1929 — / Chasing Through Europe
- 1930 — / High Society Blues
- 1930 — Представьте себе
- 1931 — Восхитительный
- 1932 — Бизнес и удовольствие
- 1933 — Моя слабость
- 1934 — Пей до дна
- 1934 — Сияющие глазки / Bright Eyes
- 1935 — Маленький полковник
- 1935 — / Littlest Rebel
- 1936 — Капитан Январь
- 1936 — Ямочки
- 1936 — Кожаный парад
- 1938 — Кентукки
- 1939 — Это верно, вы ошибаетесь
- 1940 — Вы узнаете
- 1942 — Дорога в Марокко
- 1944 — / Shine On, Harvest Moon
- 1944 — Принцесса и пират
- 1945 — Сан-Антонио
- 1946 — Время, место и девушка
- 1949 — Это большое чувство
- 1949 — История Фаворита
- 1950 — Чай для двоих
- 1952 — Где Чарли?
- 1952 — Апрель в Париже
- 1953 — В свете серебристой луны
- 1953 — Джейн-катастрофа
- 1954 — Король Ричард и крестоносцы
- 1954 — Командование
- 1955 — Перейти в ад
- 1956 — Девушка, которую он оставил
- 1967 — Да ладно, давайте жить немного